# Emil Frey
Emil Frey ( 24 de Outubro de 1838 - 24 de Dezembro de 1922) foi um político da Suíça.
Ele foi eleito para o Conselho Federal suíço em 11 de Dezembro de 1890 e terminou o mandato a 31 de Março de 1897.
Emil Frey foi Presidente da Confederação suíça em 1894.